# Famiglia Lefebvre

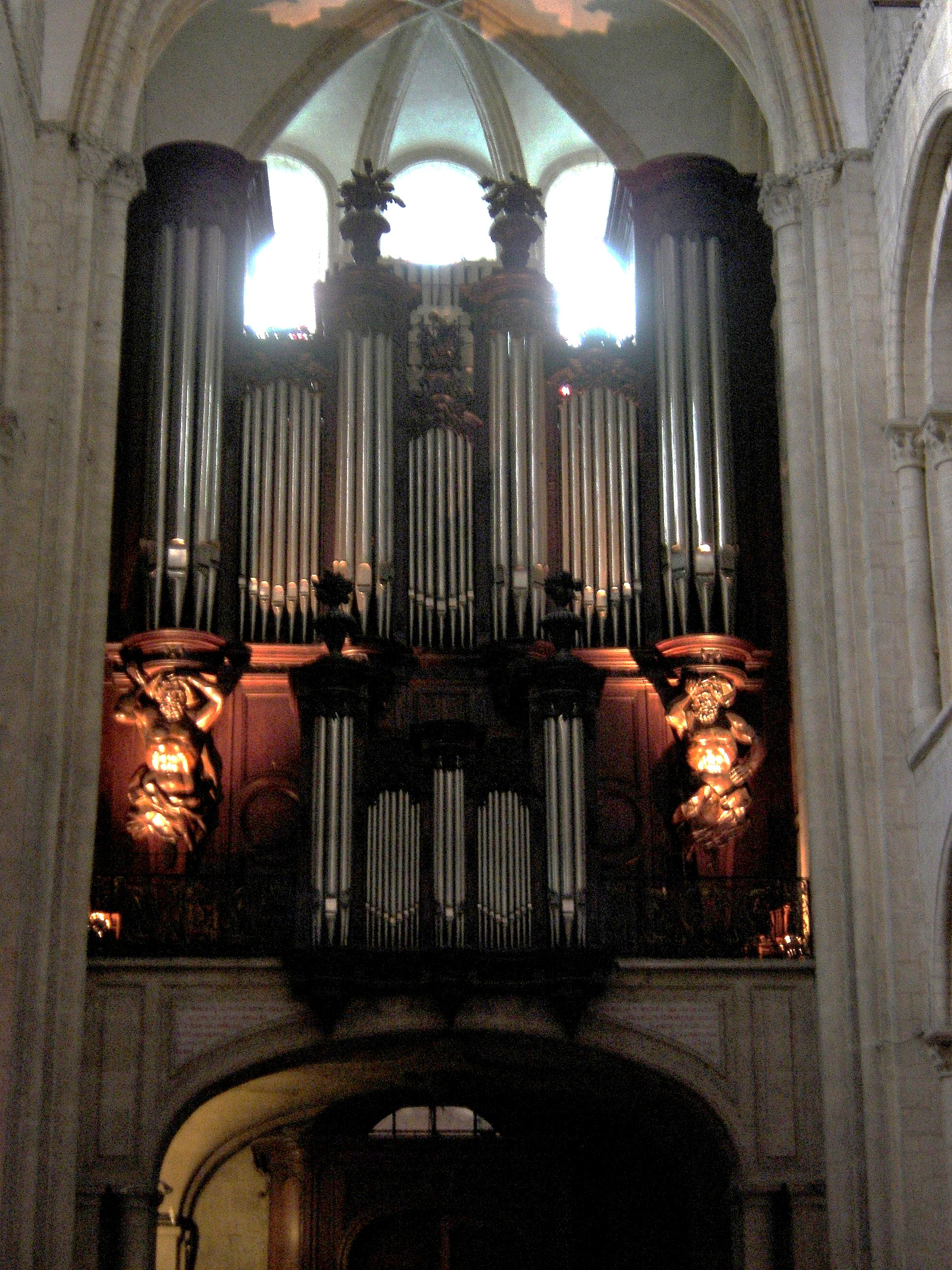
Organo dell'Abbazia di Saint-Étienne a Caen.

La famiglia Lefebvre è stata una famiglia di famosi costruttori d'organo, attiva nel XVII e XVII secolo in Normandia.

## Costruttori d'organo e loro attività

### Clement Lefebvre (1630-1709)
Clément era padre di Charles Lefebvre e noto organista operante a Rouen.;
- 1670: Lavori all'organo della cattedrale di Le Havre[2];
- 1685: Clement Lefebvre e suo figlio Germain, di Rouen, lavorarono all'organo della chiesa di Saint-Michel[3];
- 1724-1735: Jean-Baptiste (un altro dei figli di Clement) si occupò della manutenzione dell'organo della chiesa di Saint-Michel[3].

### Charles Lefebvre (1670-1737)
- 1724: lavorò all'organo della chiesa abbaziale di Saint-Ouen[3];
- 1731-1733: restaurò l'organo del 1661 della chiesa di Saint-Éloi (33 battute, 3 tastiere, 1 pedaliera) insieme a Jean-Baptiste Nicolas Lefebvre[4];
- 1732: costruì l'organo della Cappella dell'Ospedale Charles-Nicolle a Rouen (22 battute, tre tastiere manuali e una pedaliera)[3][5][6];
- 1732: ricostruì l'organo di Antoine Jousseline (o Josseline) della Chiesa di San Maclovio[7];
- 1732 e 1746: riparazioni all'organo della Collegiata di San Gervasio e Protasio di Gisors[8].

### Jean-Baptiste Nicolas Lefebvre (1705-1784)
Figlio di Charles Lefebvre, Jean-Baptiste Nicolas Lefebvre fu uno dei più famosi costruttori d'organo europei del XVIII secolo, costruendo organi giganteschi con cinque tastiere:
- 1731-1733: restaurò l'organo del 1661 della chiesa di Saint-Éloi (33 battute, 3 tastiere, 1 pedaliera) insieme a Charles Lefebvre[4];
- 1737-1747: i fratelli Jean-Baptiste Nicolas Lefebvre e Louis Lefebvre, insieme al cugino Clement Lefebvre, furono incaricati di costruire un nuovo organo presso l'Abbazia di Saint-Étienne a Caen (60 battute, 5 tastiere, 1 pedaliera)[4][9];
- 1739-1740: ebbe luogo un importante restauro dell'organo gotico Antoine Josseline e Gilbert Cocquerel della Chiesa di Notre-Dame Caudebec-en-Caux (Senna Marittima) da parte dei fratelli Jean-Baptiste e Louis Lefebvre (4 tastiere, 1 pedaliera).
- 1740: lavori alla Chiesa di Saint-Éloi[4]
- 1741: l'organo della Chiesa abbaziale di Saint-Ouen fu smontato "per ovviare ai danni e alle notevoli perdite che avrebbero potuto seguire dalla presenza di grano e altri cereali nella chiesa". La data di rimontaggio è sconosciuta[3];
- 1741: restauro dell'organo a tribuna dell'Abbazia di Montivilliers[10];
- 1746: costruzione di un nuovo organo a 30 voci nel sepolcro dell'Abbazia di Montivilliers da parte dei fratelli Jean-Baptiste Nicolas Lefebvre e Louis Lefebvre[10];
- 1751-1752: restauro dell'organo della Collegiata dei Santi Gervasio e Protasio di Gisors[8];
- 1760: lavora all'organo della chiesa di Saint-Michel e restaura il sistema di fiati nel 1771[3];
- 1761: Saint-Martin de Tours (67 battute, 5 tastiere)[4][11];
- 1763-1772: Cattedrale di Notre-Dame di Rouen[4];
- 1769-1774: altri lavori di restauro all'organo della Collegiata dei Santi Gervasio e Protasio di Gisors[8];
- 1774: lavori alla chiesa di Saint-Éloi[4];
- 1779: restauro completo dell'organo della Cattedrale di Le Havre[2];
- 1780-1784: lavori di restauro da parte di Jean-Baptiste Nicolas Lefebvre (fino alla sua morte nel 1784) dell'organo a tribuna dell'Abbazia di Montivilliers[10].

### Louis Lefebvre (1708-1754)
Louis-Charles Lefebvre era figlio di Charles Lefebvre:
- 1737-1747: i fratelli Jean-Baptiste Nicolas Lefebvre e Louis Lefebvre, insieme al cugino Clement Lefebvre, ricevettero l'incarico di costruire un nuovo organo presso l'Abbazia di Saint-Étienne a Caen (60 battute, 5 tastiere, 1 pedaliera)[9];
- 1739-1740: importante restauro dell'organo gotico di Antoine Josseline e Gilbert Cocquerel dell'Église Notre-Dame Caudebec-en-Caux (Senna Marittima) da parte dei fratelli Jean-Baptiste e Louis Lefebvre (4 tastiere, 1 pedaliera);
- 1746: costruzione di un nuovo organo a 30 tastiere nel sepolcro dell'Abbazia di Montivilliers da parte dei fratelli Jean-Baptiste Nicolas Lefebvre e Louis Lefebvre[10].

## Genealogia della famiglia
Si riporta di seguito l'albero genealogico noto della famiglia:
```
Hector Lefebvre
x Jacqueline Rabette
│
└──> Nicolas Lefebvre
     x (1629) Ysabeau Morin
     │
     └──> Madeleine
     │
     └──>  Clément I (c. 1630 - 29 settembre 1709)
           x (10 agosto 1653) Anne Leloup 
           │
           └──> Nicolas (6 giugno 1654 - ?)
           └──> Germain (6 ottobre 1656 - 1694)
           │
           └──> Clément II (21 agosto 1658 - 23 gennaio 1697}
           │    x (4 luglio 1694) Philippe Arnout 
           │    │
           │    └──> Clément III (31 dicembre 1696 - ?)
           │
           └──> Anne-Françoise (21 agosto 1659 - ?)
           │    x (30 gennaio 1684) Jacques Aubert, sarto
           │
           └──> Claude (|29 dicembre 1667-?)
           │
           └──> Charles (22 maggio 1670 - 8 settembre 1737)
           │    x 1st (21 gennaio 1699) Marie-Anne Sourdière (? - 9 maggio 1713)
           │      │
           │      └──> Marie (28 dicembre 1700 - ?)
           │      └──> Charles-François (27 aprile 1703 - ?)
           │      └──> Pierre (1 luglio 1704 - 2 settembre 1705)
           │      └──> Nicolas Jean-Baptiste (6 febbraio 1705 - 26 marzo 1784), baccelliere
           │      └──> Louis-Charles (23 maggio 1708 - 23 dicembre 1754)
           │      │    x (1752) Marie-Anne Tricotté (? - anno XIII)
           │      │    │
           │      │    └──> Louis Jean-Baptiste Salomon « Lefebvre de Flamanville » (30 agosto 1753 - ?)
           │      │    └──> Alexandrine Françoise (24 settembre 1754 - ?)
           │      │
           │      └──> Jean-Baptiste (8 agosto 1710 - ?)
           │      │
           │      └──> Marie-Anne (9| gennaio 1711 - ?)
           │
           │     x 2nd (16 giugno 1716) Anne Collet
           │      │
           │      └──> Pierre(14 settembre 1717-?), sacerdote di Bois-Robert
           │      └──> Jean-Charles (11 febbraio 1721 - ?)
           │      └──> Anne-Marguerite (28 agosto 1722 - ?)
           │      └──> Charles-Pierre (21 giugno 1726 - ?)
           │
           └──> Jean-Baptiste (26 luglio 1677 - 11 giugno 1734)
                x (26 agosto 1708) Marie-Anne Heudeline
                │
                └──> Jean-Baptiste Martin (1710 - 1750)
                └──> Marie-Élisabeth (1711 - ?)
                └──> Marianne (1712 - ?)
```